# Bozó László (rendező)
Bozó László (Szeged, 1927. augusztus 3. – Toronto, 2009. február 15.) magyar dramaturg, rádiós szerkesztő, a Magyar Rádió főrendezője, egyetemi tanár.

## Élete
Szülei: Bödő Mihály és Bozó Julianna voltak. 1948-1952 között a Szegedi Tudományegyetem Bölcsészettudományi Karának hallgatója volt. 1952-1953 között a Színművészeti Főiskola diákja volt. 1953-tól a Magyar Rádió munkatársa volt. 1956-ig a Színházművészeti Főiskola tanára volt. 1957-1962 között a dramaturgiát vezette. 1962-1971 között a szórakoztató osztály vezetőjeként dolgozott. 1971-1979 között a Magyar Rádió főrendezője, 1979-től 10 évig pedig igazgató-főrendezője volt. 1989-ben nyugdíjba vonult. 1995-től Kanadában élt.
2009. február 15-én hunyt el Torontóban.

## Magánélete
1961-ben házasságot kötött Tomkai Csillával. Egy fiuk született; Bozó Balázs (1965).

## Rendezései aRádiószínházban[1]
| - Bozó László: Juhász Gyula (1963) - Bozó László: Végállomás (1963, 1998) - Sásdi Sándor: Bundás (1963) - Tagore: A máglya (1963) - Szilágyi György: Szép vagy, gyönyörű vagy, Magyarország (1964) - Cseres Tibor: Bűnös kerestetik (1964) - Glagyilin: Az újév első napja (1964, 1973) - Jereb Ervin: Utazás Bitóniába (1965) - Varga Domonkos: Unokatestvérek (1965) - Bodor Zoltán: Rémes, hogy mik vannak...! (1965) - Zoltán Péter: Szellemek órája (1965) - Brecht: A vágóhidak Szent Johannája (1965) - Sipos Tamás: A döntő gól (1965) - Ambrus Tibor: Gátszakadás (1965) - Hámori Ottó: Faust hat dioptriával (1968) - Szatmári György: Bombaszedők (1968) - Fábián Gyula: Családi körben (1968) - Homérosz: Iliasz (1969) - Rejtő Jenő: Barbara tejbár (1969, 1982) - Lendvai György: A bálvány (1969) - Petőfi Sándor: Az apostol (1969, 1992) - Arany János: Az elveszett alkotmány (1969) - Bozó László: Statárium (1970) - Homérosz: Odüsszeia (1970, 1975, 1979) - Machado: Néger tragédia fehér hangokra (1970, 1984) - Lermontov: Korunk hőse (1970) - Erdélyi Sándor: Mérnök úr vagyok (1972) - Erkel Tibor: A csavargók (1972) - Braun: Csirkék Eldorádiója (1972, 1985) - Kopányi György: Profán trió (1973, 1975) - Vámos Miklós: Panoptikum (1973) - Gyárfás Miklós: Kastély csillagfényben (1973) - Gyárfás Miklós: Hogyan hallgassunk rádiót? (1973, 1975) - Csokonai Vitéz Mihály: Dorottya, vagyis a dámák diadala (1973, 1979) - Nyerges András: Hogyan védekezzünk sötét utcában, avagy a Bencsik-metódus (1973, 1982) - László Anna: Békés szombat éjszaka (1973) - Marsak: A balsors és a katona (1973) - Semsei-Hajnal: A becsületes megtaláló (1973, 1977, 1982) - Arany János: Toldi (1973) - Arany János: Toldi szerelme (1973) - Cseng Ting-jü: A pénz rabjai (1975) - Vámos Miklós: Látogatás (1975) - Kolozsvári Grandpierre Emil: A kalózkisasszony (1975) - Grósz András: Emlékek két szólamra (1975) - Gyárfás Miklós: A hosszú élet titka (1975) - Gyárfás Miklós: Egy úr Khalkisz felé (1975-1976) - Bogdánfy-Pap-Simon-Aleksander: Szavakból élet (1975) - Bozó László: Balzac (1975) - Cooper: Bőrharisnya (1975, 1983, 1992) - Najmányi László: Tolvajok városa (1976) - Bárdos Pál: Rákóczi-induló (1976) - Dékány Kálmán: Mózes (1976) - Rákosy Gergely: Macska a felségvizeken (1976, 1982, 1986) - Semsei Jenő: Kifutópályán (1976) - Kopányi György: Haldoklás habbal (1976, 1988) - Szilágyi György: Hanyas vagy (1976) - Desnos: Fantomas balladája (1976) - Bulicsov: Az utolsó háború (1976, 1983) - Hegedűs Géza: Zaharusztra (1977) - Kopányi György: Kung-fu Ce (1977) - Sebő Ferenc: Egy falusi nótáriusnak budai utazása (1977, 1982) - Rostand: Cyrano de Bergerac (1977, 1992) - Cooper: A préri (1978, 1992) - Bozó László: A két Piccard (1978) - Zrínyi Miklós: Szigeti veszedelem (1979, 1995) - Szimin Bosán Magda: Mire a meggyfa kivirágzik (1979) - Jan Myrdal: Emberi lény-e Inga Ericsson? (1979, 1983, 1985) - Révay József: A párduc (1979) - Zola: Tisztes úriház (1979) - Zola: Pascal doktor (1979) - Zola: Nana (1979) - Zola: A pénz (1979) - Zola: Germinal (1979) - Zola: Hölgyek öröme (1979) | - Ardy László: A délibáb hőse (1979) - Görgey Gábor: Hosszú telefon (1979) - E. L. Doctorow: Ragtime (1980, 1982) - Dürrenmatt: Éjszakai párbeszéd (1981) - Németh László: Utolsó kísérlet (1981) - Fábián Zoltán: Törvény alatt (1981) - Arany János: Toldi estéje (1981) - Galsai Pongrác: Szamárfül a kaszásnak (1981-1982, 1986) - Csurka István: A napló (1981, 1983) - Magnusson: Isten veled, Walter Larsson (1981) - Gáldi-Illyés-Jékely: A fény felé merengő (1981) - Vincze Ottó: Operett Szmirnába? (1982, 1994) - Takács Ferenc: Kossuth (1982) - Lehár Ferenc: Paganini (1982-1983) - Eveling: Kedves Janet Rosenberg, kedves Mr. Kooning (1982-1983) - Galsai Pongrác: Irodalmi fogadónap (1982-1983) - Gyulai Gaál János: Hárman Párizsban (1982, 1988) - Ivan Radoev: Az emberevő (1982, 1989) - Brecht: A kaukázusi krétakör (1982) - Major-Mesterházi: A Károlyi-jelenség (1982) - Caryl Churchill: Tökéletes boldogság (1983) - Dickens: Twist Oliver (1983, 1992) - Kálmán Imre: Montmartre-i ibolya (1983) - Karl May: Winnetou (1983) - Molnár Ferenc: Liliom (1983) - Lehár Ferenc: Giuditta (1983) - Cooper: Az utolsó mohikán (1983, 1992) - Cooper: Nyomkereső (1983, 1992) - Szokolay Sándor: A két szomszéd vár (1983, 1985, 2000) - Enzensberger: Homályos örökség (1984) - Boros-Vámos: Felfüggesztés (1984, 1992) - Galsai Pongrác: Halat, sajtot Amszterdamból (1984) - Zorin: Házasságtörés (1984) - Szophoklész: Oidipusz Kolonoszban (1985) - Flavius Josephus-Lion Feuchtwanger: A zsidó háború (1985) - Bozó László: Gyilkosság a múzeumban (1985) - Bozó László: Gyilkosság a sztriptízbárban (1986) - Jókai Mór: Sárga rózsa (1986) - Krúdy Gyula: Pesti nőrabló (1986) - Ilse Rautio: Néha azért még elbőgöm magam (1986) - Gion Nándor: Izidor (1987) - Horváth Péter: Hozsánna, rendelésre (1987) - Décsényi János: Biblia - Újszövetség (1988) - Szakonyi Károly: Szép esténk lesz (1989, 2001) - Antti Tuuri: Keresők (1989) - Bozó László: Gyilkosság a Hungaroringen (1989) - Victor Máté: Biblia (1989) - Victor Máté: Biblia - Jeremiás próféta könyve (1990) - Victor Máté: Biblia - Józsué Könyve (1990) - Victor Máté: Biblia - Ésaiás próféta könyve (1990) - Victor Máté: Biblia - Öszövetség, Jób Könyve (1990) - Victor Máté: Holnaptól nem szeretlek (1990) - Dante: Isteni színjáték (1990, 1992) - Muszty-Dobay: Kunigunda hozománya (1990) - Kroetz: Vadászat (1990) - Jean Amila: A Hold Omaha Beach fölött (1991) - Csák Gyula: Álom az álomban (1992) - Vaszary János: Tengerparti viperák (1993) - Kopányi György: Granadát ki ne hagyja? (1993) - Hajdu Ferenc: Kocsmák és katedrálisok (1994) - Hajdu Ferenc: Az új körzeti (1994) - Trunkó Barnabás: Új légió (1994) - Rejtő Jenő: Légiósok akkor és ma (1994) - Offenbach: Eljegyzés lámpafénynél (1994) - Tirso de Molina: A sevillai szédelgő és a kővendég (1996) - Vaszary János: Happyenddel kezdődik (1997) - Szervánszky Endre: A Kalevala Napján (1998) - Balzac: A szamárbőr (2003) - Kisfaludy Károly: A hűség próbája (2008) |

## Színházi munkái

### Szerzőként
- Babvirág (1955)
- Hamupipőke (1957, 1960, 1965)
- A lőcsei fehér asszony (1959, 1968)
- Kárpáthy Zoltán (1961)

### Színészként
- Gyárfás Miklós: Hangok komédiája....A rendező

### Rendezőként
- Jókai Mór: Kárpáthy Zoltán (1961)
- Szabó Lőrinc: Tücsökzene (1973)
- "Volt egy férfi..." (1975)
- Boldog akar lenni az ember...I.-II. rész (1977)
- Dorogi Zsigmond: Osztrák-est (1977)
- Dorogi Zsigmond: Vajdasági költők estje (1977)
- Arany János: Toldi (1981-1982)
- Dorogi Zsigmond: 'A mindenség szerelme' (1984)
- Gyárfás Miklós: Hangok komédiája (1985)
- Fizetek főúr: avagy az oroszlánszívű Jenő (1989)
- Rejtő Jenő: Alterego (1990)
- Rejtő Jenő: Herkules bonbon (1990)
- Rejtő Jenő: A három légionista (1990)

## Filmjei
- A nagy kombinátor (1967)
- Sárga rózsa (1968)
- Három arckép: Szirtes Ádám, Horváth Teri, Berek Kati (1970)